# Schwarzrheindorf/Vilich-Rheindorf
Schwarzrheindorf/Vilich-Rheindorf è un quartiere (Ortsteil) della città tedesca di Bonn, appartenente al distretto urbano (Stadtbezirk) di Beuel.